# Anne Helm
Pour les articles homonymes, voir Helm (homonymie).
Anne Helm (née le 12 septembre 1938 à Toronto, en Ontario) est une actrice canadienne retraitée, résidant actuellement à Pasadena, en Californie.

## Biographie
Alors qu'elle vit à New York, Anne Helm commence une carrière d'actrice, qui par la suite l'amène à Hollywood. Durant les années 1950, et elle apparaît dans différentes séries télévisées et commence à faire du cinéma au début des années 1960.
EN 1960, Anne interprète le personnage de Linda Moon dans l'épisode Un voleur ou deux de la série d'anthologie The DuPont Show with June Allyson (en) sur la chaine de télévision CBS, et a pour partenaire Lew Ayres. Elle apparait encore sur CBS dans deux épisodes de la série Rawhide en 1961 et 1962. Elle apparaît dans un épisode de la sitcom My Sister Eileen, aux côtés de Elaine Stritch et Shirley Bonne.
En 1961, elle apparaît dans un épisode de la série C'est arrivé à Sunrise produite par ABC, aux côtés de Marilyn Maxwell.
Anne est reconnue au niveau national en 1962 grâce au personnage de Holly Jones dans Le Shérif de ces dames, un film dont Elvis Presley est la vedette. Elle joue dans cinq films supplémentaires au cours des années 1960.

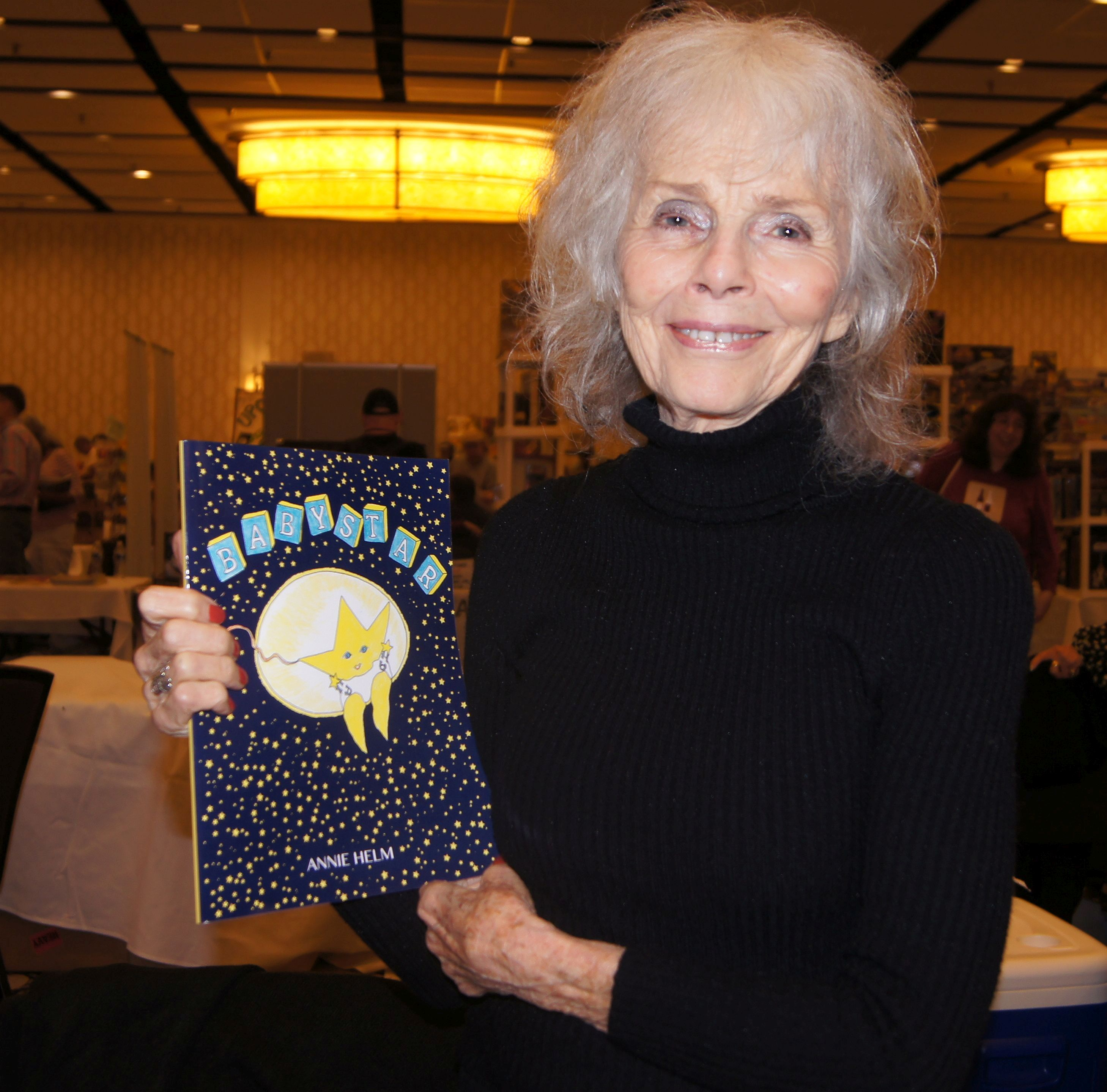
Anne Helm en 2019.

Après avoir mis fin à sa carrière d'actrice en 1986, Anne a édité des livres d'enfants tels que The Sunshine Angel Book for Angel Workers of All Ages (1992) et The Little Angel Workbook for Children of all Ages (1993), sous le nom de Annie Helm ,.

## Filmographie

### Cinéma
- 1960 : Desire in the Dust de William F. Claxton : Cass Wilson
- 1962 : L'Épée enchantée (The Magic Sword) de Bert I. Gordon : la princesse Hélène
- 1962 : Le tueur frappe à sept heures (The Couch) de Owen Crump : Jean Quimby
- 1962 : Le Shérif de ces dames (Follow That Dream), de Gordon Douglas : Gladys Jones (Holly Jones en VO)
- 1962 : The Interns de David Swift : Mildred
- 1963 : Un beau châssis (The Iron Maiden) de Gerald Thomas : Kathy Fisher
- 1964 : Honeymoon Hotel de Henry Levin : Cynthia Hampton
- 1966 : Unkissed Bride de Jack H. Harris : Margie
- 1969 : Nightmare in Wax de Bud Townsend : Marie Morgan
- 1980 : L'Impossible Témoin (Hide in Plain Sight) de James Caan : la secrétaire de Reid

### Télévision
- 1956 : The Phil Silver Show (série TV) (1 épisode): Miss America
- 1958 : Studio One (série TV) (1 épisode): Kathleen Farrell
- 1958 : Papa a raison (série TV) (1 épisode): Carol Bostic
- 1960 : My Sister Eileen (série TV) (1 épisode): Eileen Sherwood
- 1960 : Goodyear Theatre (série TV) (1 épisode): Eileen Sherwood
- 1960 : Alcoa Theatre (série TV) (1 épisode): Eileen Sherwood
- 1960 : Bonne chance M. Lucky (série TV) (1 épisode): Edie
- 1960 : R.C.M.P. (série TV) (1 épisode): Ruth Hopwood
- 1960 : Not for Hire (série TV) (2 épisodes): Frankie
- 1960 : Remous (série TV) (1 épisode): Caroline Tucker
- 1960 : Naked City (série TV) (1 épisode): Diane
- 1960 : Outlaws (en) (série TV) (1 épisode): Blanche Chante
- 1960 : Tales of Wells Fargo (série TV) (1 épisode): Nell
- 1960 : The DuPont Show with June Allyson (en) (série TV) (1 épisode): Linda Moon
- 1961 : Intrigues à Hawaï (Hawaiian Eye) (série TV) (1 épisode): Jenny Drake
- 1961 : The Americans (série TV) (1 épisode): Dulcie Morrow
- 1961 : The Aquanauts (série TV) (1 épisode): Frankie Lester
- 1961 : The Brothers Brannagan (série TV) (1 épisode): Pat
- 1961 : Gunslinger (série TV) (1 épisode): Ruth St. Clair
- 1961 : Perry Mason (série TV) (1 épisode): Glamis Barlow
- 1961 : Bus Stop (série TV) (1 épisode): Shirley
- 1961 : Bronco (série TV) (1 épisode): Amanda Lane
- 1961 : Aventures dans les îles (série TV) (1 épisode): Susan Webster
- 1961 : Les Incorruptibles (série TV) (1 épisode): Marian Keyes
- 1961 : Rawhide (série TV) (2 épisodes): Sheila Brewester / Flora Travis
- 1961-1962 : Alfred Hitchcock présente (série TV) (2 épisodes): Judy / Lisa Klemm
- 1962 : Frontier Circus (en) (série TV) (1 épisode): Rosa Blanchard
- 1962 : Ombres sur le soleil (série TV) (1 épisode): Ann Malcolm
- 1962 : Les Barons de la pègre (en) (Cain's Hundred) (série TV) (1 épisode): Rita Vulner
- 1962 : Les Aventuriers du Far West (série TV) (1 épisode): Jennie Metcalf
- 1962 : The Beachcombers (série TV) (2 épisodes): Diane Carter / Laine
- 1962 : La Route des rodéos (série TV) (1 épisode): Jenny Callan
- 1963 : Laramie (série TV) (1 épisode): Alicia Douglas / Leona
- 1963 : Route 66 (série TV) (1 épisode): Janie Nickerson
- 1963 : Hôpital central (série TV) : Mary Briggs
- 1963 : Empire (en) (série TV) (1 épisode): Joanie
- 1963 : Temple Houston (série TV) (1 épisode): Francie
- 1963 : Le Jeune Docteur Kildare (série TV) (1 épisode): Helen Keening
- 1963 : La Grande Caravane (série TV) (1 épisode): Ruth Cain
- 1963 : The Lieutenant (série TV) (1 épisode): Laurice Arnold
- 1964 : The Eleventh Hour (en) (série TV) (1 épisode): Janet Nolan
- 1964 : The Farmer's Daughter (série TV) (1 épisode): Gloria Hastings
- 1964 : Haute tension (série TV) (1 épisode): Avis Tyler
- 1964 : Ready for the People (Téléfilm): Connie Zelenko
- 1964 : L'Homme à la Rolls (série TV) (2 épisodes): Effie Mae Porter / Sable Delacroix
- 1964 : Le Fugitif (série TV) (1 épisode): Nora Martin
- 1965 : Gunsmoke (série TV) (1 épisode): Helena Dales
- 1965 : Daniel Boone (série TV) (1 épisode): Sumah
- 1965 : The Long, Hot Summer (série TV) (1 épisode): Amy Parker
- 1966 : A Man Called Shenandoah (série TV) (1 épisode): Christy Dudley
- 1966 - 1968 : Match contre la vie (série TV) (5 épisodes: Molly Pierce
- 1967 : 12 O'Clock High (série TV) (1 épisode): Jeanne Springer
- 1968 : La Grande Vallée (série TV) (1 épisode): Nancy Briggs
- 1968 : Bonanza (série TV) (1 épisode): Abigail Pettigraw
- 1968 : The Good Guys (série TV) (1 épisode): Melinda
- 1969 : Auto-patrouille (Adam-12) (série TV) (1 épisode): Peg Tompkins
- 1969 : Les Règles du jeu (série TV) (1 épisode): Maria Ward
- 1969 : Hawaï police d'État (série TV) (1 épisode): Joyce
- 1969 : Sur la piste du crime (série TV) (1 épisode): Amy Springer
- 1969 : Le Virginien (série TV) (1 épisode): Karen Mallory
- 1971 : A Tattered Web (Téléfilm): Louise Campbell
- 1971 : Médecins d'aujourd'hui (série TV) (1 épisode): Carole Sims
- 1972 : The Bold Ones: The Lawyers (série TV) (2 épisodes): Maggie Lewis
- 1974 : Barnaby Jones (série TV) (1 épisode): Helen Riley
- 1974 : Les Rues de San Francisco (série TV) (1 épisode): Bobo Stanfield
- 1974 : Le Justicier (en) (The Manhunter) (série TV) (1 épisode)
- 1976 : Bert d'Angelo / Superstar (série TV) (1 épisode): Connie
- 1978 : The Next Step Beyond (série TV) (1 épisode): Ellen Chambers
- 1980 : Pour l'amour du risque (série TV) (1 épisode): Eve Hemstead
- 1984 : Supercopter (série TV) (1 épisode): Edna Mosconi
- 1986 : Histoires fantastiques (série TV) (1 épisode): Mary Dickenson